# Ansell (entreprise)
Pour les articles homonymes, voir Ansell.
Ansell est une entreprise australienne fabriquant des gants industriels et médicaux ainsi que des vêtements de protection. Elle fait partie de l’indice S&P/ASX 200.

## Historique
En 1893, l'entreprise britannique Dunlop crée une usine pour produire des pneus de vélos à Melbourne, en Australie. En 1905, Eric Norman Ansell lui achète les machines pour produire des préservatifs et fonde la Ansell Rubber Company. En 1969, Dunlop Australia Limited rachète l’entreprise. Ensuite, celle-ci poursuit son développement dans les préservatifs, les gants médicaux, les gants pour l’industrie et les équipements de protection via différentes acquisitions.
L’entreprise prend sa dénomination actuelle, Ansell Limited, en 2002.
Depuis 2017, Ansell se spécialise dans les gants industriels et médicaux ainsi que les solutions de protection corporelle.

## Dates-clés
- 1905 : Création de la société Ansell Rubber Company par Eric Norman Ansell
- 1969 : Dunlop Australia Limited achète Ansell Rubber Company
- 2002 : L’entreprise devient Ansell Limited
- 2017 : Vente de la division « bien-être sexuel » comprenant Manix et Skyn

## Marques
L’entreprise dispose de différentes marques selon le secteur d’activité visé et le type d’application.

### Gants médicaux
- Encore
- Gammex
- Microflex
- Micro-Touch
- TouchNTuff

### Gants industriels
- HyFlex
- ActivArmr
- AlphaTec
- Microflex
- TouchNTuff
- Edge